# Leonid Nosyrev
Leonid Nosyrev (russisk: Леони́д Ви́кторович Но́сырев) (født 22. januar 1937 i Ivantejevka i Sovjetunionen) er en sovjetisk filminstruktør.

## Filmografi
- Smekh i gore u Bela morja (Смех и го́ре у Бе́ла мо́ря, 1987)[1][2]